# Die Happy
Die Happy je nemška glasbena skupina iz Ulma, ki igra alternativni heavy metal.

## Zgodovina
Skupino sta leta 1993 ustanovila češka pevka Marta Jandová in Nemec Thorsten Mewes. Skupina deluje v Nemčiji, vsa besedila njihovih pesmi pa so izključno v angleškem jeziku.

## Zasedba
- Marta Jandová (vokal)
- Thorsten Mewes (kitara)
- Ralph Rieker (bas kitara)
- Jürgen Stiehle (bobni)

## Diskografija

### Albumi
| Leto | Album                           | Najvišje na lestvici | Najvišje na lestvici | Najvišje na lestvici | Najvišje na lestvici |
| Leto | Album                           | GER                  | AUT                  | SWI                  | CZ                   |
| ---- | ------------------------------- | -------------------- | -------------------- | -------------------- | -------------------- |
| 1994 | Better Than Nothing             | -                    | -                    | -                    | -                    |
| 1996 | Dirty Flowers                   | -                    | -                    | -                    | -                    |
| 1997 | Promotion                       | -                    | -                    | -                    | -                    |
| 2001 | Supersonic Speed                | 43                   | -                    | -                    | -                    |
| 2002 | Beautiful Morning               | 15                   | 51                   | -                    | -                    |
| 2003 | The Weight of the Circumstances | 6                    | 16                   | 53                   | -                    |
| 2005 | Bitter To Better                | 9                    | 40                   | 51                   | -                    |
| 2005 | Four And More (Unplugged)       | -                    | -                    | -                    | -                    |
| 2006 | No Nuts No Glory                | 28                   | -                    | 88                   | -                    |
| 2008 | VI                              | 13                   | 74                   | -                    | -                    |
| 2009 | Most Wanted (Best Of)           | 51                   | -                    | -                    | 35                   |
| 2010 | Red Box                         | 30                   | -                    | -                    | -                    |

| Singli: - 2008 - Still Love You - 2008 - Peaches - 2006 - The Ordinary Song - 2006 - Wanna Be Your Girl - GER #80 - 2006 - Blood Cell Traffic Jam - 2005 - I Am - GER #75 - 2005 - Big Big Trouble GER #41 - 2004 - Slow Day - 2003 - Everyday's A Weekend - GER #96 - 2003 - Big Boy - GER #63 - 2002 - Not That Kind Of Girl - 2002 - Goodbye - GER #63 - 2002 - Cry For More - 2001 - One Million Times - 2001 - Like A Flower - 2000 - Supersonic Speed | DVD-ji: - 2004 - 10 - live and alive - 2003 - The Weight of the Circumstances |